# Invariant basis number
数学、具体的には環論において、環が invariant basis number (IBN) property を持つとは、R 上のすべての有限生成自由左加群が well-defined な階数（ランク）を持つことをいう。体の場合には、IBN property は有限次元ベクトル空間は一意的な次元を持つという主張になる。

## 定義
環 R が invariant basis number (IBN) を持つとは、どんな正の整数 m と n に対しても、Rm が Rn に（左 R-加群として）同型ならば m = n であることをいう。
同じことだが、これは相異なる正整数 m, n であって Rm が Rn に同型となるようなものが存在しないということである。
行列の言葉で invariant basis number の定義を言い換えると、A が R 上の m × n 行列で B が R 上の n × m 行列で、AB = I および BA = I であれば、必ず m = n となるということである。この形にすれば定義が左右対称なことがわかり、IBN を左加群で定義しても右加群で定義しても同じになる。
定義の同型は環としての同型ではなく加群としての同型であることに注意する。

## 議論
invariant basis number の条件の主たる目的は、IBN 環上の自由加群はベクトル空間に対する次元定理の類似を満たすことである。すなわち、IBN 環上の自由加群の 2 つの基底は同じ濃度を持つ。（選択公理よりも真に弱い）ultrafilter lemma を仮定すると、この結果は実は上で与えた定義と同値であり、これを別の定義とすることができる。
IBN 環 R 上の自由加群 Rn の階数 (rank) は Rn に同型な勝手な（したがってすべての）R-加群 Rm の指数 m の濃度と定義される。したがって IBN property は自由 R-加群のすべての同型類は一意的な階数を持つことを主張する。階数は IBN を満たさない環に対しては定義されない。ベクトル空間に対しては、階数は次元とも呼ばれる。したがってこれまでの結果をまとめると： 階数がすべての自由 R-加群に対して一意的に定義されることと、それがすべての有限生成自由 R-加群に対して一意的に定義されることは同値である。

## 例
任意の可換環（1 = 0 の自明環は除く）は IBN を満たし、任意の左ネーター環や任意の半局所環も（したがって可除環や半単純環なども）IBN を満たす。特に任意の（可換）体は IBN を満たし、これは有限次元ベクトル空間が well-defined な次元を持つという事実である。
IBN を満たさない環の例は、列有限行列全体のなす環 {\displaystyle \mathbb {CFM} _{\mathbb {N} }(R)} である。この行列は環 R に係数を持ち、{\displaystyle \mathbb {N} \times \mathbb {N} } で添え字付けられた成分を持ち、各列は有限個しか非零成分を持たないようなものである。この最後の条件によって無限行列の積 MN を定義することができ、環の構造が入る。左加群同型 {\displaystyle \mathbb {CFM} _{\mathbb {N} }(R)\cong \mathbb {CFM} _{\mathbb {N} }(R)^{2}} が次のように与えられる：
{\displaystyle {\begin{array}{rcl}\psi \colon \mathbb {CFM} _{\mathbb {N} }(R)&\to &\mathbb {CFM} _{\mathbb {N} }(R)^{2}\\M&\mapsto &({\text{odd columns of }}M,{\text{ even columns of }}M)\end{array}}}
この無限行列環は R 上の可算ランクの右自由加群の自己準同型環に同型であることがわかる。(Hungerford) の190ページ参照。
この同型から、（{\displaystyle \mathbb {CFM} _{\mathbb {N} }(R)=S} と略記すると、）任意の正の整数 n に対して {\displaystyle S\cong S^{n}} であること、したがって任意の 2 つの正の整数 m, n に対して {\displaystyle S^{n}\cong S^{m}} であることを示すことができる。この性質を持たない非 IBN 環の例もある。例えば、(Abrams 2002) にあるように Leavitt algebra。

## 他の結果
IBN は零因子を持たない環（域）が可除環に埋め込めるための必要条件である（が十分ではない）。（可換な場合には分数体に埋め込める。）Ore condition も参照。
すべての非自明な stably finite ring は invariant basis number を持つ。
非可換体の拡大を考えると、上の体は下の体の左ベクトル空間とも右ベクトル空間ともみられるが、この 2 つのランクは一致するとは限らない。驚くべきことに、任意の整数 m, n > 1 に対して、体の拡大 K ⊂ L であって、L は K 上左から見て m 次元、右から見て n 次元となるものが存在する。